# A-Team
Als Special Forces Operational Detachment-Alpha (OD-A) oder umgangssprachlich A-Team bezeichnet das United States Army Special Forces Command (Airborne) die kleinsten Untereinheiten seiner Spezialeinheiten.
Jede Kompanie der Special Forces („Green Berets“) wird üblicherweise aus sechs A-Teams gebildet, die somit den Gruppen entsprechen. Die genaue Zahl kann von Kompanie zu Kompanie variieren. Die A-Teams sind jeweils auf eine bestimmte Aufgabe spezialisiert, so sind zum Beispiel von den sechs A-Teams jeder Kompanie eines besonders auf Kampfschwimmer- und ein anderes auf HALO-Einsätze trainiert. Die Mitglieder eines A-Teams sind ihrerseits auf einen Tätigkeitsbereich spezialisiert. Der Führer des A-Teams im Dienstgrad Captain ist dabei der einzige Offizier der Gruppe, die anderen Soldaten sind Unteroffiziere.
A-Teams gibt es seit der Gründung der Green Berets, wobei sie ursprünglich meist kleiner waren und nur vier bis sechs Soldaten umfassten. Aktuell besteht ein typisches A-Team aus zwölf Personen: dem Kommandanten und seinem Stellvertreter, einem „Operations Sergeant“, der die Einsatzfähigkeit und -durchführung gewährleistet, sowie seinem Stellvertreter, zwei Waffenspezialisten, zwei Kommunikationsspezialisten, zwei Feldsanitätern und zwei Pionieren.
Die Bezeichnung „A-Team“ steht in einer Nomenklaturreihe der Special Forces, die weiterhin das „B-Team“ – die Führungsstelle einer Special-Forces-Kompanie – und das „C-Team“ – die Führungsstelle des Bataillons – kennt. Als 1977 eine neue, auf Terrorismusbekämpfung spezialisierte Sondereinheit geschaffen wurde, griff man dieses System auf und nannte die neue Einheit Special Forces Operational Detachment-Delta – kurz Delta Force.

## Populärkultur
Die bekannte US-Fernsehserie Das A-Team wurde nach den A-Teams benannt und handelt von den vier Mitgliedern eines ehemaligen A-Teams aus dem Vietnamkrieg.